# جيريمياه نيلسون
جيريمياه نيلسون (بالإنجليزية: Jeremiah Nelson)‏ هو سياسي أمريكي، ولد في 14 سبتمبر 1769 في الولايات المتحدة، وتوفي في 2 أكتوبر 1838 في الولايات المتحدة. حزبياً، نشط في الحزب الفيدرالي الأمريكي. وقد انتخب عضو مجلس نواب ماساتشوستس وانتخب عضو مجلس النواب الأمريكي.